# کوتگله
کوتگله (به انگلیسی: Kotgalla) یک روستا در پاکستان است که در ناحیه بتگرام واقع شده‌است.